# Білояровка (Казахстан)
Білоя́ровка (каз. Белояровка) — село у складі Федоровського району Костанайської області Казахстану. Входить до складу Вишневого сільського округу.
Населення — 202 особи (2021; 260 у 2009, 388 у 1999, 407 у 1989).